# Mark 60 CAPTOR
Mark 60 CAPTOR är en amerikansk sjömina som är specifikt konstruerad för att bekämpa ubåtar. Det är också den enda amerikanska minan som kan användas i djupt vatten.
CAPTOR är en förkortning för enCAPsulated TORpedo (inkapslad torped) och består av en förseglad torpedtub laddad med en Mark 46 torped samt batterier och en hydrofon. När minan fällts sjunker den till botten och hydrofonen aktiveras. När hydrofonen upptäcker ljud från en ubåt så avfyras torpeden som sedan på egen hand söker upp målet. Minan kan höra skillnad på ubåtar och ytfartyg.
CAPTOR-minor kan fällas från flygplan (med fallskärm), från ytfartyg och från torpedtuber på ubåtar.